# Nälkäjärvi (Jukkasjärvi socken, Lappland, 753066-171747)
Nälkäjärvi är en sjö i Kiruna kommun i Lappland och ingår i Torneälvens huvudavrinningsområde. Sjön har en area på 0,0881 kvadratkilometer och ligger 327,1 meter över havet.

## Delavrinningsområde
Nälkäjärvi ingår i det delavrinningsområde (752807-171731) som SMHI kallar för Ovan VDRID = Pounujoki i Torneälvens vattendragsy*. Medelhöjden är 352 meter över havet och ytan är 37,3 kvadratkilometer. Räknas de 337 avrinningsområdena uppströms in blir den ackumulerade arean 6 277,19 kvadratkilometer. Avrinningsområdets utflöde Torneälven (Kamajåkka) mynnar i havet. Avrinningsområdet består mestadels av skog (88 procent). Avrinningsområdet har 1,06 kvadratkilometer vattenytor vilket ger det en sjöprocent på 2,8 procent.